# Meds
Meds je páté studiové album kapely Placebo. Ačkoliv vyšlo 13. března 2006, na internet se pirátská kopie dostala již 17. ledna 2006. Prvním singlem ve Velké Británii je píseň 'Because I Want You’, ve zbytku světa to je píseň „Song To Say Goodbye“.

## Seznam písní
1. „Meds“ (společně s VV z The Kills) (2:22)
2. „Infra-Red“ (3:17)
3. „Drag“ (3:23)
4. „Space Monkey“ (3:53)
5. „Follow The Cops Back Home“ (4:41)
6. „Post Blue“ (3:14)
7. „Because I Want You“ (3:24)
8. „Blind“ (4:03)
9. „Pierrot The Clown“ (4:24)
10. „Broken Promise“ (společně s Michaelem Stipem z R.E.M.) (4:14)
11. „One Of A Kind“ (3:22)
12. „In The Cold Light Of The Morning“ (3:54)
13. „Song To Say Goodbye“ (3:36)